# Римская экспедиция в Эфиопию

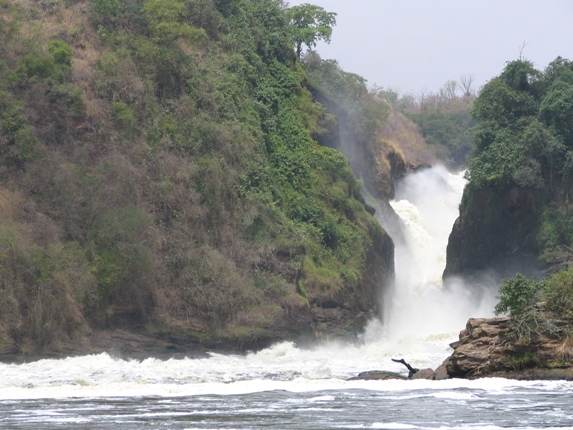
Водопад Кабалега в Уганде, которого могли достичь посланные Нероном в экспедицию легионеры.

Римская экспедиция в Эфиопию — исследовательская (возможно, также военная) экспедиция, отправленная римским императором Нероном в «Эфиопию», чтобы попытаться обнаружить исток Нила. Под «Эфиопией» древние римляне понимали все территории Африки, лежащие к югу от Египта. Точная дата экспедиции неизвестна.

## Характер экспедиции
По мнению большинства историков, экспедиция носила исследовательский характер. Сенека писал, что в 61 году Нерон отправил нескольких легионеров в Нубию, в город Мероэ, чтобы они исследовали Нил как можно дальше на юг от этого города. Причиной экспедиции было желание Нерона больше узнать об Экваториальной Африке, в первую очередь — о её возможном богатстве. Другая экспедиция была описана Плинием Старшим в 70 году, но она, вероятно, носила уже военный характер и имела целью сбор информации для возможного будущего завоевания Римом территории современного Судана.
По мнению большинства учёных, высока вероятность того, что оба автора описывают одну и ту же экспедицию.
Эта экспедиция была первым в истории Европы исследованием Экваториальной Африки. Она, вероятно, продолжалась несколько месяцев, и легионерам удалось достичь суданских болот, Судда, во время сухого сезона, выйдя к северной части современной Уганды.

## История
Есть свидетельства от двух римских историков, Сенеки и Плиния Старшего, которые упоминают об исследовательской римской экспедиции, ищущей истоки Нила. Сенека написал трактат «De Nubibus», вошедший в его энциклопедию Naturales Quaestiones, в котором подробно описывает экспедицию, отправленную в 61 году для «изучения конца мира». Он утверждает, что беседовал с двумя преторианцами, которые рассказывали ему о своих попытках «найти исток Нила». Через несколько лет (70 год) Плиний Старший писал об экспедиции в Эфиопию с целью изучения этих земель для возможного завоевания.
В Мероэ, столице государства с тем же названием, расположенной примерно в 200 км к северу от современного Хартума и в 800 км к югу от Асуана, руководители экспедиции (вероятно, два легионера) получили — как и пишет Сенека — королевские инструкции и рекомендательные письма к королям, которых они могут встретить во внутренней Африке.
Выступив из Мероэ, по прошествии многих дней они достигли огромного болота — воды, покрытой сорняками, настолько густой, что переправиться через него не могли ни люди, ни большие лодки, а только маленькие лодки с одним человеком на борту.

Карта, показывающая маршрут римской исследовательской экспедиции по Белому Нилу от Мероэ (около Хартума) до Уганды.

Описание, данное Сенекой, по мнению итальянского учёного Джованни Вантини, даже в наши дни соответствует озеру Но — огромному болоту глубиной до 5,2 м, образующемуся в результате слияния Бахр-эль-Газаля с текущим с экватора Нилом. Выводы Вантини, изложенные в 1996 году в статье, опубликованной в ежемесячном журнале «Negritza», основаны на сравнении описаний римских авторов и текущей топографии Нила.
Вантини также не исключает, что преторианцы дошли и до территории современной Уганды. Сенека пишет со слов преторианцев, что «мы видели два камня, из которых вода выбивается с огромной силой». Это вполне может быть водопад Кабалега (Мерчисон), где Нил от озера Виктория впадает в озеро Альберт, высотой почти 50 м и шириной ущелья всего 10 м. В верхней же части водопада Нил пробивает себе путь через щель в скалах шириной всего 7 м, падая затем с высоты 43 м, и течёт в озеро Альберта. Из озера Виктория вытекает поток объёмом 300 м³/с и проистекает затем из ущелья шириной всего 10 м.
Сенека далее писал, что легионеры сказали ему, что видели, как вода Нила падает с двух скал, исходящих из очень большого озера. Это может быть только озеро Виктория, самое большое озеро Африки: единственная река, выпадающая из него, — это Белый Нил (также известный как Виктория-Нил, так как вытекает из озера), который далее проистекает к Джандже, Уганда, находящейся на северном берегу озера. Винтини писал в «Negritza» в 1996 году, что легионеры в своём путешествии от Мероэ до севера нынешней Уганды прошли более 2000 км.
Некоторые историки, такие как Ф. Хинце, считают даже, что Нерон послал в Эфиопию две экспедиции, поскольку Сенека в 61 году пишет о «короле Эфиопии», который дал легионерам «помощь и рекомендательные письма», тогда как Плиний в 70 году упоминает не о короле, а о королеве (Candace — титул в Куше, присваивавшийся только правителям-женщинам).
Кроме того, Милн писал, что вторая экспедиция, описанная Плинием, носила военный характер и была направлена против Аксумского царства в поддержку Мероэ и с целью возможного завоевания Нубии и превращения её в римскую провинцию (как это произошло пятьдесят лет спустя с Арменией во времена Траяна в результате войны с Парфией).